# Rikke Agnete Olsen
Rikke Agnete Olsen, født Clausen (født 18. juni 1939 i Kjellerup) er en dansk historiker, middelalderarkæolog, forfatter og foredragsholder. Olsen har specialiseret sig i borge og middelalderen.

## Karriere
Olsen har været inspektør ved Nationalmuseets middelalderafdeling. Hun har skrevet en række bøger om Danmarks historie, særligt middelalderen, blandt andet Borge i Danmark og bogserien Danmark i Verden (1991-1999). I 1999 udkom hendes bog Da riget var ungt i forbindelse med middelalderåret i Danmark.
Hun var med i Tapetkomplottet, der stod bag ideen om Gobelinerne på Christiansborg.

## Privatliv
Den 21. maj 1971 blev hun gift med Olaf Olsen, der var direktør for Nationalmuseet og Rigsantikvar. De var gift frem til hans død d. 17. november 2015.